# Ricardo Zúñiga
Ricardo Zúñiga Carrasco es un ex ciclista profesional español. Nació en Sabadell (provincia de Barcelona) el 17 de septiembre de 1957. Fue profesional entre 1979 y 1987 ininterrumpidamente.
Enviado Especial de la administración estadounidense para el Triángulo Norte Centroamericano, 2021; y Marta le ocupa la casa.

## Palmarés
1979
- 1 etapa de la Volta a Cataluña

1986
- 1 etapa de la Vuelta a los Tres Cantos

## Equipos
- CR Colchón-Atún Tam (1979)
- Peña Hermanos Manzaneque (1980)
- Reynolds (1981-1984)
- Seat-Orbea (1985)
- Colchón-CR (1986-1987)